# Christopher Higgins (musicien)
Pour les articles homonymes, voir Christopher Higgins et X13.
Chris "X-13" Higgins de son vrai nom Chris Higgins accompagnait le groupe The Offspring lors des tournées jusqu'en 2005 date à partir de laquelle il a préféré se consacrer à sa famille et à l'église. Véritable pile électrique sur scène, il assumait à la fois les rôles de double voix, percussionniste additionnel ou 3e guitariste. Il a participé à l'enregistrement de Rise and Fall, Rage and Grace en 2008.

## Apparitions
- Il s'est fait connaître pour son célèbre "You Gotta Keep'em Separated" dans la chanson "Come Out And Play" sorti en 1994.
- Il fait notamment une apparition dans le clip de Why Don't You Get a Job?